# Antillophos freemani
Antillophos freemani is een soort in de klasse van de Gastropoda (Slakken).
Het dier komt uit het geslacht Antillophos en behoort tot de familie Buccinidae. Antillophos freemani werd in 2002 beschreven door Petuch.